# MicroMacro: Crime City
MicroMacro: Crime City est un jeu de société coopératif de Johannes Sich sorti en 2020 et édité par Edition Spielwiese. Il a remporté le Spiel des Jahres et l'As d'or en 2020.

## Présentation
Le plateau de jeu est une carte d'environ 110 cm × 75 cm sur laquelle est illustrée une zone urbaine où des personnages accomplissent des tâches quotidiennes ordinaires, comme manger, travailler ou assister à des événements. Certains sont engagés dans des activités criminelles, allant du petit vol au meurtre, et l'objectif des joueurs, qui agissent en tant que détectives est d'élucider ces crimes.
La carte n'est pas figée dans le temps, et l'on peut donc observer les mêmes personnages à différent moments de la journée.
Dans la boite se trouvent 16 enveloppes contenant chacune un deck de cartes. Chaque deck, constitué de 5 à 12 cartes, contient des indices correspondant à un crime associé. Le but du jeu est de résoudre ces affaires en retrouvant les preuves, les mobiles et les coupables.
Une application web a été développée par l'éditeur pour permettre de tester le jeu .

## Jeux dérivés
| Année | Titre original                     | Titre français                      | Auteur        | Commentaire                                                                                |
| ----- | ---------------------------------- | ----------------------------------- | ------------- | ------------------------------------------------------------------------------------------ |
| 2021  | MicroMacro Crime City – Full House | MicroMacro Crime City – Full House  | Johannes Sich | Standalone - La carte se colle à la partie sud de la carte de base - 16 nouvelles enquêtes |
| 2022  | MicroMacro Crime City - All in     | MicroMacro Crime City - Tricks Town | Johannes Sich | 16 nouvelles enquêtes                                                                      |

## Récompenses
| Année | Cérémonie          | Catégorie                  | État        | Références |
| ----- | ------------------ | -------------------------- | ----------- | ---------- |
| 2020  | Golden Geek        | Jeu familial, Jeu innovant | Récompensé  | [ 5 ]      |
| 2021  | Swiss Gamers Award | Jeu de l'année             | Sélectionné | [ 6 ]      |
| 2021  | As d'or            | Jeu de l'année             | Récompensé  | [ 7 ]      |
| 2021  | Spiel des Jahres   | Jeu de l'année             | Récompensé  |            |